# Pastwiska (Grudziądz)
Pastwiska (hist. Pastwisko, niem. Pastwitz, Altweide) – dzielnica Grudziądza, położona w południowo-wschodniej części miasta. Jej obszar leży w granicach miasta od 1976 roku. 

## Położenie
Pastwiska rozpościerają się w widłach ulic Skowronkowej i Bażanciej. Od północny krótkim odcinkiem graniczy z Lotniskiem, od wschodu z Węgrowem, od południa z obszarem gminy Grudziądz, której granicę stanowi rzeczka Marusza. Od zachodu dzielnica sąsiaduje z Lasem Komunalnym (Rudnickim).

## Historia
Pierwsza wzmianka o wsi występuje w aktach grudziądzkich z 1623 roku, kiedy to Jan Działyński – starosta pokrzywieński nadał tę posiadłość szlachcicowi Janowi Lichtianowi. Około 1765 r. zamieszkiwali tu dzierżawcy: Paweł Bremer, Henryk Dreus, Piotr Heinrich, Konrad Kikbur, Jerzy Kuhn, Herman Schmade i Andrzej Paul, którzy płacili 57 florenów czynszu. Byli to sprowadzeni menonici z zachodu Europy, w celu zmeliorowania tych obszarów. W północno-wschodniej części wsi w tym czasie istniał mały folwark Melkarnia, należący do Pokrzywna. Właścicielem był Konrad Krank. Wysiew wynosił 26 korcy, a dochodu przynosił 430 florenów i 12,5 grosza. 
W czasach zaboru pruskiego Pastwiska stanowiły gminę jednostkową w powiecie grudziądzkim. W 1778 roku 12 włók i 23 morgi należące do melkarni wydzierżawiono miejscowym chłopom za opłatę roczną 386 talarów. W 1868 r. obszar Pastwiska wynosił 815,31 mórg. Istniało 81 budynków, w tym 25 domów mieszkalnych z 165 mieszkańcami. Pod koniec XIX w. przy ul. Jaskółczej wytyczono obszar gruntu pod zabudowę cmentarza komunalnego.
W 1910 roku właścicielem wsi był Otto Werber. W następnych latach wieś podupadała ze względu na słabą glebę. Od 1919 Pastwiska znajdowały się w województwie pomorskim, natomiast od 1934 w granicach nowej zbiorowej gminy Grudziądz, gdzie we wrześniu 1934 utworzyło gromadę Pastwisko. W 1944 roku zajmowały powierzchnię 190,4 ha i liczyły tylko 124 mieszkańców.
Po wojnie Pastwisko stanowiło jedną z 15 gromad gminy Grudziądz w powiecie grudziądzkim, od 1950 w województwie bydgoskim. W związku z reformą administracyjną kraju jesienią 1954 część gromady Pastwisko (przysiółek Jałowa Buda o powierzchni 21 ha) włączono do Grudziądza, natomiast Pastwisko weszło w skład nowo utworzonej gromady Piaski, gdzie przetrwała do końca 1972 roku, czyli do kolejnej reformy gminnej.
1 stycznia 1973 Pastwisko weszły w skład reaktywowanej gminy Grudziądz, jako część sołectwa Kobylanka. W latach 1975–1976 miejscowość położona była w województwie toruńskim. 1 lipca 1976 roku Pastwiska (310,36 ha) włączono w obręb miasta Grudziądza.